# Neiafu (Savaiʻi)
Neiafu ist ein Dorf auf der Insel Savaiʻi in Samoa. Der Ort gehört politisch zum Alataua Sisifo electoral district im Distrikt Vaisigano und liegt am südwestlichen Zipfel der Insel. 2006 wurden in Neiafu Uta 598 Einwohner und in Neiafu Tai 313 Einwohner gezählt.

## Geographie
Wie viele Dörfer in Samoa besteht Neiafu aus zwei Siedlungen: Neiafu Tai an der Küste und Neiafu Uta im Inland. Neiafu Tai an der Küste liegt zwischen Tufutafoe und Falelima, wo die Küstenstraße verläuft, die nach bei Neiafu nach Norden nach Falealupo-uta umbiegt. Nördlich des Ortes liegen die Hügel Mount Talie und Mount Fatu o Sina. Der ältere Teil der Siedlung liegt am Meer, aber mit dem Bau der modernen Island Road, zogen einige Familien einige Kilometer weit ins Landesinnere.
Die Dorfbevölkerung unterhält enge familiäre Beziehungen mit Satupaʻitea.
Neiafu-Tai ist berühmt, weil die letzten Krieger von Tonga dort ihre Schiffe bestiegen und Samoa am Ende der tonganischen Herrschaft verließen. Bei ihrer Abfahrt sagte der Tuʻi Tonga: „Mālie toa, mālie tau“ – „tapfere Männer, tapfer gekämpft“. Die Familie der samoanischen Häuptlinge Malietoa erhielt damit ihren Namen.

## Persönlichkeiten
- Opeta Palepoi, Mitglied der Samoanische Rugby-Union-Nationalmannschaft (Manu Samoa).